# Pyrodictium
A Pyrodictium egy Archaea nem a Pyrodictiaceae családban. Az archeák – ősbaktériumok – egysejtű, sejtmag nélküli prokarióta szervezetek. Tagjai tenger alatti hipertermofil szervezetek, optimális növekedési hőmérséklet tartományuk 80-105 °C. Egyedülálló sejt szerkezetük van, korong alakú sejtjeik vannak. Mélytengeri kürtők porózus falaiban találták ahol a hőmérséklet a belsejükben olyan magassá válik mint 400 °C, míg a külső tengeri környezet tipikusan 3 °C. Nyilvánvalóan képes adaptálódni morfológiailag az ilyen típusú forró-hideg élőhelyhez.

## Genom szerkezete
Sok kutatást végeztek a genetikáján azért hogy megértsék képességét hogy túlél és akár növekedik ilyen extrém hőmérsékleten. Elemezték a hőstabilitását a  Pyrodictum occultum tRNS-nek, módosításokat mutat a nukleozidokban ami lehetővé teszi hogy jól ellenálljon a 100 °C feletti hőmérsékletnek.

## Sejt szerkezet és anyagcsere
Sejtjeit tanulmányozták tudósok részben mert a Pyrodictium a hőstabilitás egy modellje. A sejt szerkezete egy sima, szabálytalan korong, 3-25 nanométer átmérőjű és legfeljebb 3 nanométer széles. A sejtjei egyedülálló pehelyszerű alakban nőnek. A nagy mérettartománya a sejteknek lehetővé tehetik hogy a Pyrodictium benépesítsen különféle pórusokat a mélytengeri kürtők falában.

## Ökológia
A nem tagjai mélytengeri hidrotermális kürtőkben helyezkednek el, 1979 fedezték fel először. Ökológiai jelentőségük egy rejtély marad mert nehéz a mintagyűjtés.

## Fordítás
- Ez a szócikk részben vagy egészben  a   Pyrodictium című angol Wikipédia-szócikk fordításán alapul.  Az eredeti cikk szerkesztőit annak laptörténete sorolja fel. Ez a jelzés csupán a megfogalmazás eredetét és a szerzői jogokat jelzi, nem szolgál a cikkben szereplő információk forrásmegjelöléseként.